# Chambre des représentants de Louisiane
73e législature
La Chambre des représentants de Louisiane (en anglais : Louisiana House of Representatives) est la chambre basse de la Législature de Louisiane.
La Chambre des représentants de Louisiane comprend 105 membres, dont chacun représente environ 42 500 personnes (en 2000). Ils sont élus pour un mandat de quatre ans avec une limite de trois mandats consécutifs. 
La Chambre des représentants de Louisiane siège au Capitole de l'État de Louisiane, situé dans la capitale de l'État, Baton Rouge.
Le président de cette chambre basse est habituellement proposé par le gouverneur (bien que ce ne soit pas dans les règles de la Chambre) puis élu par l'Assemblée. Le président est également souvent le responsable de la branche de Louisiane de son parti politique durant la législature. La Chambre des représentants élit aussi un président pro tempore qui assure la présidence en cas de vacance.
Le républicain Chuck Kleckley du 36e district (Calcasieu)  a été élu président en 2012 ; le démocrate Walt Leger III du 91e district (La Nouvelle-Orléans) a été élu président pro tempore la même année. 